# 安德烈亞斯·塞皮
安德烈亞斯·塞皮（Andreas Seppi，1984年2月21日—），是一位義大利職業網球運動員。擅長紅土與硬地球場。
塞皮最突出的勝仗得數到在2015年澳洲網球公開賽男子單打比賽第三輪以6-4, 77-65, 4-6, 77-65擊敗了瑞士籍、世界排名第二、四屆冠軍罗杰·费德勒，從而阻止了費德勒連續第11次打入澳大利亚网球公开赛男子單打八強。可惜在同年3月的印第安泉大師賽，塞皮以3-6, 4-6敗於費德勒拍下。

## 外部連結
- 官方网站
- 安德烈亞斯·塞皮（英文/西班牙文）的官方資料
- 安德烈亞斯·塞皮的國際網球總會 職業／青少年 官方資料（英文）
- 安德烈亞斯·塞皮的官方資料（英文）